# Прапор Чорнухинського району
Пра́пор Чорну́хинського райо́ну затверджений 27 серпня 2003 р. на 8 сесії Чорнухинської районної ради четвертого скликання. Автор проекту прапора  — А. Гречило.

## Опис
Прапор Чорнухинського району має відношення сторін 2:3.
У композицію прапора внесено зображення козацького хреста, півмісяця і зірки — традиційних знаків для козацької геральдики XVI-XVII ст. Козацький хрест, півмісяць, зірка — символи вічності, духовності, святості, основні символи прапора Чорнухинського району.
Золотистий лапчастий хрест у синьому тлі є знаком з прапора Полтавської області й підкреслює адміністративне підпорядкування району.
Роздвоєний хрест на підніжці — давній символ Чорнух, який у XVIII ст. використовувала і Чорнухинська сотенна канцелярія.
Шестипроменева зірка, півмісяць — давні козацькі символи, що означають перемогу християнства над магометанством.
Малиновий колір підкреслює козацьку традицію.
Чорний колір символізує місцеві чорноземи, асоціативно вказує на назву селища.
Блакитний, жовтий — це кольори національного прапора України.